# Liste der denkmalgeschützten Objekte in Stupava (Slowakei)
Die Liste der denkmalgeschützten Objekte in Stupava enthält die 23 nach slowakischen Denkmalschutzvorschriften geschützten Objekte in der Gemeinde Stupava im Okres Malacky.

## Denkmäler
| Foto |                 | Denkmal / č. ÚZPF                                     | Standort / Konskr. Nr.                                                         | Offizielle Beschreibung                            | Beschreibung                                                 | Metadaten                                                                    |
| ---- | --------------- | ----------------------------------------------------- | ------------------------------------------------------------------------------ | -------------------------------------------------- | ------------------------------------------------------------ | ---------------------------------------------------------------------------- |
| ja   | Datei hochladen | Burgpalast(sk) Burg Ballenstein ObjektID: 106-388/1   | (Nad obcou) Standort KG: Stupava Konskr.Nr.:                                   | ruina; Pajstúnsky hrad                             | Ruine der Burg Pajštún                                       | č. NKP: 106-388/1 Stand des NKP: 2012-02-08 Name: PALÁC HRADNÝ               |
|      | Datei hochladen | Militärstation(sk) ObjektID: 106-544/1                | (Za obcou) KG: Stupava Konskr.Nr.:                                             | skúmané Rímska vojenská a obchodná st.             | römische Militärstation                                      | č. NKP: 106-544/1 Stand des NKP: 2012-02-08 Name: STANICA VOJENSKÁ           |
|      | Datei hochladen | Sockel(sk) ObjektID: 106-11595/1                      | (býv.farský vinohrad) KG: Stupava Konskr.Nr.:                                  | stvorboký,kamenný hranolový podstavec              | prismatischer Steinsockel, im ehemaligen Pfarrweinberg       | č. NKP: 106-11595/1 Stand des NKP: 2012-02-08 Name: PODSTAVEC                |
|      | Datei hochladen | Statue(sk) ObjektID: 106-11595/2                      | (býv.farský vinohrad) KG: Stupava Konskr.Nr.:                                  | sv.Anna a Panna Mária; sv.Anna vyucuje Pannu Máriu | St. Anna lehrt die Jungfrau Maria                            | č. NKP: 106-11595/2 Stand des NKP: 2012-02-08 Name: SOCHA                    |
| ja   | Datei hochladen | Kapelle(sk) ObjektID: 106-546/0                       | Cintorínska ul. 1, Standort KG: Stupava Konskr.Nr.:                            | r.k.Krista Trpitela; Kaplnka kalvárie              | römisch-katholische Kapelle Leiden Christi, Kalvarienkapelle | č. NKP: 106-546/0 Stand des NKP: 2012-02-08 Name: KAPLNKA                    |
| ja   | Datei hochladen | Schloss(sk) Schloss Stampfen ObjektID: 106-540/1      | Hlavná ul. 2, Standort KG: Stupava Konskr.Nr.: 380                             | Pálffyovský kastiel                                | Herrenhaus Pállfy                                            | č. NKP: 106-540/1 Stand des NKP: 2012-02-08 Name: KAŠTIEĽ                    |
| ja   | Datei hochladen | Park(sk) ObjektID: 106-540/2                          | Hlavná ul. 2, Standort KG: Stupava Konskr.Nr.: 380                             | kastielsky park                                    | Park des Herrenhauses                                        | č. NKP: 106-540/2 Stand des NKP: 2012-02-08 Name: PARK                       |
|      | Datei hochladen | Gedenktafel(sk) ObjektID: 106-539/0                   | Hlavná ul. 12, KG: Stupava Konskr.Nr.:                                         | Nálepka J.kpt. 1912-1943,part.velitel              | für den Partisanenkommandanten Ján Nálepka                   | č. NKP: 106-539/0 Stand des NKP: 2012-02-08 Name: TABUĽA PAMÄTNÁ             |
| BW   | Datei hochladen | Villa(sk) ObjektID: 106-542/0                         | Hlavná ul. 22, Standort KG: Stupava Konskr.Nr.:                                | Zemanské                                           | Freisassenhaus                                               | č. NKP: 106-542/0 Stand des NKP: 2012-02-08 Name: KÚRIA                      |
| ja   | Datei hochladen | Synagoge(sk) ObjektID: 106-10004/0                    | Hlavná ul. (V strede obce) Standort KG: Stupava Konskr.Nr.: 1614               |                                                    |                                                              | č. NKP: 106-10004/0 Stand des NKP: 2012-02-08 Name: SYNAGÓGA                 |
| BW   | Datei hochladen | Statue und Sockel-Kopie(sk) ObjektID: 106-10003/3     | Hlavná ul. (oproti kastielu) Standort KG: Stupava Konskr.Nr.:                  | sv.Ján Nepomucký socha sv.Jána Nepomuckého         | des hl. Nepomuk                                              | č. NKP: 106-10003/3 Stand des NKP: 2012-02-08 Name: SOCHA NA PODSTAVCI-KÓPIA |
|      | Datei hochladen | Sockel(sk) ObjektID: 106-10003/1                      | Kalvárska ul. (v kaplnke kalvárie) KG: Stupava Konskr.Nr.:                     | balustrový,kamenný balustrový podstavec            |                                                              | č. NKP: 106-10003/1 Stand des NKP: 2012-02-08 Name: PODSTAVEC                |
|      | Datei hochladen | Statue(sk) ObjektID: 106-10003/2                      | Kalvárska ul. (v kaplnke kalvárie) KG: Stupava Konskr.Nr.:                     | sv.Ján Nepomucký socha sv.Jána Nepomuckého         | des St. Johannes Nepomuk                                     | č. NKP: 106-10003/2 Stand des NKP: 2012-02-08 Name: SOCHA                    |
| BW   | Datei hochladen | Gedenkstätte Keramikwerkstatt(sk) ObjektID: 106-543/0 | Kostku Ferdisa ul. 23, Standort KG: Stupava Konskr.Nr.: 25                     | Kostka Ferdis; Dielna F.Kostku                     | für Ferdiš Kostka, Majolikakünstler, Werkstatt desselben     | č. NKP: 106-543/0 Stand des NKP: 2012-02-08 Name: DIELŇA HRNČIARSKA PAMÄTNÁ  |
| BW   | Datei hochladen | Wache(sk) ObjektID: 106-10815/0                       | Marcheggská ul. 4 (Pri kastieli) Standort KG: Stupava Konskr.Nr.:              | solitér; Strázny domcek pri k                      | Wache beim Herrenhaus                                        | č. NKP: 106-10815/0 Stand des NKP: 2012-02-08 Name: DOM STRÁŽNY              |
| ja   | Datei hochladen | Pranger(sk) ObjektID: 106-541/0                       | Sv.Trojice nám. 0 (pred oplotením kastiela) Standort KG: Stupava Konskr.Nr.: 0 | stvorboký,kamenný pranier                          | steinerner Pranger                                           | č. NKP: 106-541/0 Stand des NKP: 2012-02-08 Name: PRANIER                    |
| ja   | Datei hochladen | Kirche(sk) ObjektID: 106-545/0                        | Sv.Trojice nám. 2, Standort KG: Stupava Konskr.Nr.: 571                        | r.k.sv.Stefana;                                    | römisch-katholische Kirche St. Stephanus                     | č. NKP: 106-545/0 Stand des NKP: 2012-02-08 Name: KOSTOL                     |
| ja   | Datei hochladen | Statue(sk) ObjektID: 106-547/1                        | Sv.Trojice nám. (pred kostolom sv.Stefana) Standort KG: Stupava Konskr.Nr.:    | anjel pravý anjel zo súsosia sv.Trojice            | rechter Engel an der Dreifaltigkeitssäule                    | č. NKP: 106-547/1 Stand des NKP: 2012-02-08 Name: SOCHA                      |
| ja   | Datei hochladen | Statue(sk) ObjektID: 106-547/2                        | Sv.Trojice nám. (pred kostolom sv.Stefana) Standort KG: Stupava Konskr.Nr.:    | anjel lavý anjel zo súsosia sv.Trojice             | linker Engel an der Dreifaltigkeitssäule                     | č. NKP: 106-547/2 Stand des NKP: 2012-02-08 Name: SOCHA                      |
| ja   | Datei hochladen | Statue(sk) ObjektID: 106-547/3                        | Sv.Trojice nám. (pred kostolom sv.Stefana) Standort KG: Stupava Konskr.Nr.:    | anjelik so stuhou; anjelik zo súsosia sv.Trojice   | Engel mit Schleife, Engel an der Dreifaltigkeitssäule        | č. NKP: 106-547/3 Stand des NKP: 2012-02-08 Name: SOCHA                      |
| BW   | Datei hochladen | Skulptur(sk) ObjektID: 106-547/4                      | Sv.Trojice nám. (v kost.sv.Stefana Krála) Standort KG: Stupava Konskr.Nr.:     | sv.Trojica; originál súsosia najsv.Trojice         | Dreifaltigkeitssäule Original                                | č. NKP: 106-547/4 Stand des NKP: 2012-02-08 Name: SÚSOŠIE                    |
| ja   | Datei hochladen | Säule(sk) ObjektID: 106-547/5                         | Sv.Trojice nám. (pred kostolom sv.Stefana) Standort KG: Stupava Konskr.Nr.:    | trojboký,kamenný trojboký pilier na podstavci      | Dreieckssäule auf einem Sockel                               | č. NKP: 106-547/5 Stand des NKP: 2012-02-08 Name: PILIER-KÓPIA               |
| ja   | Datei hochladen | Skulptur(sk) ObjektID: 106-547/6                      | Sv.Trojice nám. (pred kostolom sv.Stefana) Standort KG: Stupava Konskr.Nr.:    | sv.Trojica; kópia súsosia najsv.Trojice            | Dreifaltigkeitssäule Kopie                                   | č. NKP: 106-547/6 Stand des NKP: 2012-02-08 Name: SÚSOŠIE-KÓPIA              |

## Legende
Die Tabelle enthält im Einzelnen folgende Informationen:
| Foto:                    | Fotografie des Denkmals. |
| Denkmal / č. ÚZPF:       | Die Übersetzung der Bezeichnung des Denkmals, wie sie vom Slowakischen Denkmalamt (Pamiatkový úrad Slovenskej republiky) verwendet wird. Die Originalbezeichnung ist unter dem Fragezeichen angegeben. Fehlt die Übersetzung, so wird die Originalbezeichnung direkt angezeigt. Weiters ist die Objekt-Identifikationsnummer (Objekt ID) angeführt. Sie ist die offizielle, in der Slowakei eindeutige Nummer č. ÚZPF inklusive der zugehörigen Zählnummer, wie sie in den Daten des Denkmalamtes angegeben wird. Da diese nur innerhalb eines Landkreises gezählt wird, ist dessen Nummer der Denkmalnummer vorangestellt. |
| Standort:                | Wenn in der Liste vorhanden, ist die Adresse angegeben. In Klammern kann sich noch eine zusätzliche Adresse befinden, wenn es beispielsweise ein Eckhaus ist. Bei freistehenden Objekten ohne Adresse (zum Beispiel bei Bildstöcken) ist eine Adresse angegeben, die in der Nähe des Objekts liegt. Durch Aufruf des Links Standort wird die Lage des Denkmals in verschiedenen Kartenprojekten angezeigt. Darunter sind die Katastralgemeinde (KG) und, wenn vorhanden, die Konskriptionsnummer (Konskr. Nr.) angegeben.                                                                                                   |
| Offizielle Beschreibung: | Es ist die Kurzbeschreibung auf Slowakisch, wie sie in den offiziellen Listen angegeben ist, eingetragen. |
| Beschreibung:            | Kurze Angaben zum Denkmal auf Deutsch. |
| Metadaten:               | Zusätzlich werden, wenn in den persönlichen Einstellungen das Helferlein Dauerhaftes Einblenden von Metadaten aktiviert ist, ebensolche angezeigt. |

- Karte mit allen Koordinaten:
- OSM |
- WikiMap